# Louise Thérèse Sophie Schliemann
Louise Thérèse Sophie Schliemann, née en 1793 et morte en 1831, aussi connue sous le nom de Sophia Heinrich, était la conjointe de Ernst Schliemann et la mère de l'archéologue Heinrich Schliemann. 

## Critique
Tout au long de sa vie, Sophie a été l'auteure de nombreux (en) "undocumented works", incluant une publication de points de vue critiques sur Frankenstein de Mary Shelley.